# Bonaventura Picardi
Bonaventura 'Venturino' Picardi (Lagonegro, 1º aprile 1911 – Roma, 20 aprile 1988) è stato un politico italiano.
Fu eletto senatore della DC dalla terza alla sesta legislatura nel collegio di Lagonegro in Basilicata; tra il 1966 e il 1972 è stato più volte sottosegretario all'Industria, al Commercio e al Tesoro nei vari governi.